# Skiltvakta
Die Skiltvakta (norwegisch für Schildwache) ist ein Nunatak im ostantarktischen Coatsland. Er ragt im östlichen Ausläufer der Shackleton Range auf.
Wissenschaftler des Norwegischen Polarinstituts benannten ihn 1990.